# Лавринович, Людмила Викторовна
Людми́ла Ви́кторовна Лаврино́вич (13 августа 1953, Краснополье, Могилёвская область — 2 февраля 1996, Омск) — советская театральная актриса. Заслуженная артистка РФ (1993).

## Биография
Родилась 13 августа 1953 года в Краснополье Могилёвской области.
В 1978 году окончила Новосибирское театральное училище.
После окончания ведущая актриса в Омском театре юных зрителей. С этим театрам была связана вся дальнейшая жизнь
актрисы. Играла почти во всех спектаклях театра.
Умерла 2 февраля 1996 года в Омске.
Похоронена на Старо-Северном мемориальном кладбище.

## Известные роли
- Фике — «Наследники Рабурдена» Э.Золя;
- Анна Кузьминишна — «Самозванец» Л.Корсунского;
- Феона — «Не всё коту масленица» А. Н. Островского;
- Лиса Алиса — «Приключения Буратино» А.Толстого;
- Вдова Куин — «Удалой молодец-гордость Запада» Д.Синга;
- Скифина «Принцесса Турандот» К.Гоцци;
- Шарлотта «Вишнёвый сад» Чехова;
- Мачеха «Золушка» Шварца;
- Донна Кармела «Вор» Э.Де Филиппо;
- Железнодрожница «Алёша» В.Ежова и Г.Чухрая